# 바로엔터테인먼트
바로엔터테인먼트는 대한민국의 연예 기획사이다.

## 소속 연예인
- 공승연
- 김상흔
- 박정우
- 방효린
- 변우석
- 이수경
- 이유미
- 이진이
- 이홍내
- 진구
- 이채민